# U.S. Route 82
Pour les articles homonymes, voir Route 82.
La U.S. Route 82 (US 82) est une US Route ouest–est dans le sud des États-Unis. D'abord créée en 1931 dans le centre du Mississippi et le sud de l'Arkansas, la US 82 est éventuellement devenue une route de 1 625 miles (2 615 km) reliant le désert de White Sands du Nouveau-Mexique à la côte Atlantique de Géorgie.
Le terminus ouest de la route est à Alamogordo, Nouveau-Mexique, à l'intersection avec la US 54 et la US 70 alors que le terminus est de la route est à un échangeur avec l'I-95 à Brunswick, Géorgie.

## Description du tracé
|       | mi    | km    |
| ----- | ----- | ----- |
| NM    | 193   | 310   |
| TX    | 564   | 909   |
| AR    | 191   | 307   |
| MS    | 180   | 290   |
| AL    | 240   | 387   |
| GA    | 232   | 373   |
| Total | 1 625 | 2 615 |

### Nouveau-Mexique
La US 82 débute à une intersection avec la US 54 et la US 70 au nord d'Alamogordo. La route se dirigevers l'est et grimpe les Monts Sacramento. Elle traverse la Forêt nationale de Lincoln et grimpe le Mexican Canyon. Elle traverse les villages de High Rolls, Cloudcroft et Mayhill avant de redescendre des montagnes pour atteindre les plaines plates de l'est du Nouveau-Mexique. Elle atteint ensuite Artesia, à l'est ainsi que Lovington, où elle s'oriente vers le nord-est jusqu'à la frontière avec le Texas.

### Texas

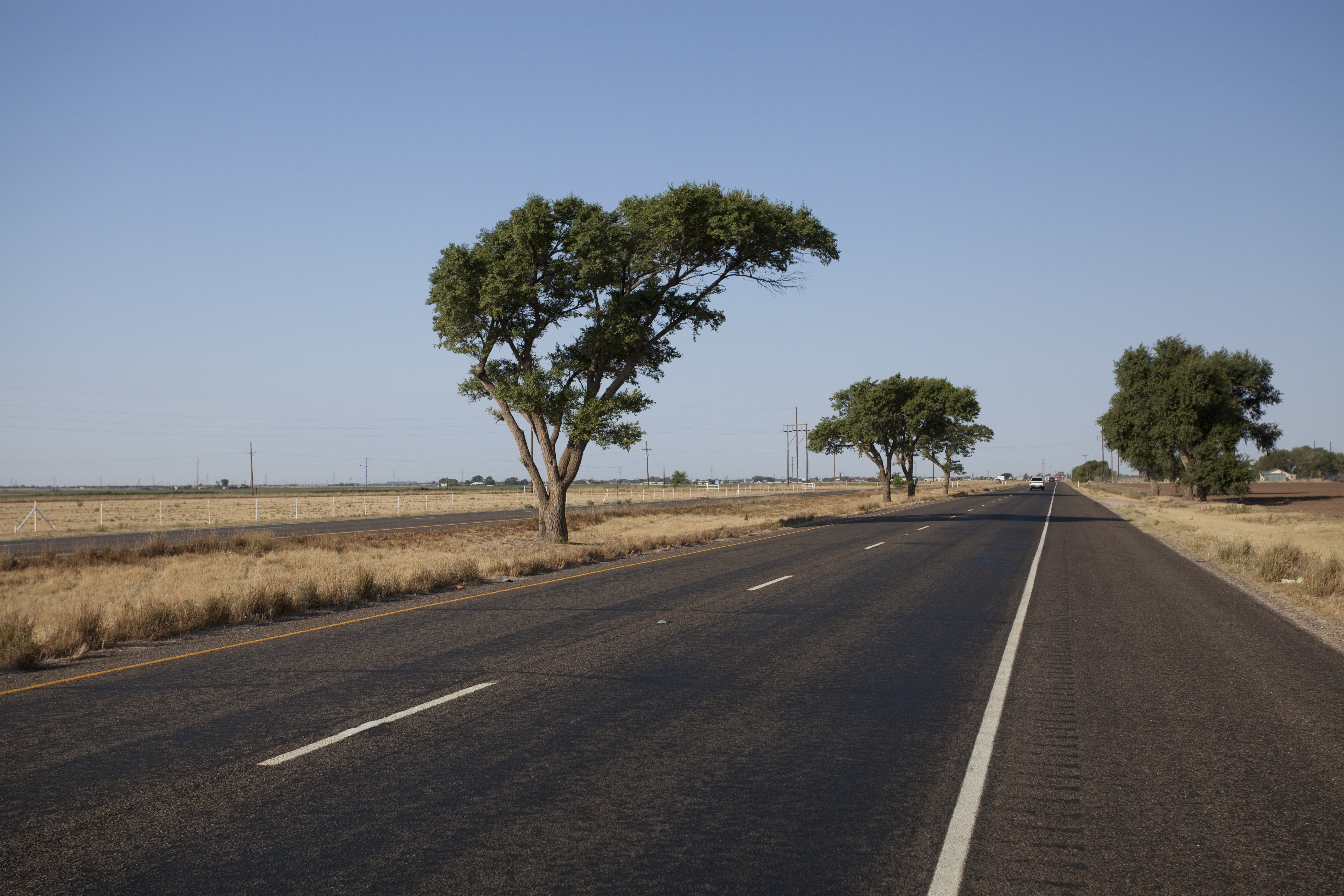
US 82 traversant les hautes plaines du Llano Estacado dans l'ouest du Texas

La US 82 entre au Texas au sud-ouest de Plains. Elle atteint cette ville et rejoint la US 380 jusqu'à Brownfield, où elle rejoint plutôt la US 62 jusqu'à Lubbock, au nord-est.
Les routes se séparent dans la ville de Lubbock. La US 82 passe au nord du centre-ville, alors que la US 62 passe au sud. À l'est du centre-ville, les deux routes se retrouvent à nouveau pour se rendre jusqu'à Ralls, à l'est. À cet endroit, la US 62 bifurque au nord alors que la US 82 continue vers l'est. La route passe ensuite par Dickens, Benjamin et Seymour. À cet endroit, la US 82 rejoint la US 183 / US 277 / US 283 vers le nord-est. À Mabelle, la US 183 et la US 283 quittent le multiplex. La US 82 / US 277 continue vers l'est en direction de Wichita Falls. Au sud du centre-ville, la US 281 / US 287 rejoint les deux routes. La US 82 se sépare de la US 281 au sud du centre-ville de Wichita Falls et elle se sépare de la US 287 à Henrietta pour continuer vers l'est. Elle passe par Ringgold, Gainesville, Whitesboro, Sherman, Paris, Clarksville et Texarkana, à la frontière avec l'Arkansas.

### Arkansas
La US 82 entre en Arkansas au centre-ville de Texarkana. Elle se dirige vers l'est en passant les plaines de la Rivière Rouge. Elle traverse la rivière à Garland City et passe ensuite par Lewisville et Magnolia. Elle forme un multiplex avec la US 79 dans la ville de Magnolia et continue vers l'est. Elle passe par El Dorado, Strong, Crossett, Hamburg et Lake Village. Elle forme un multiplex avec la US 278 et traverse le fleuve Mississippi pour entrer dans l'état du même nom.

### Mississippi
Après avoir traversé le Mississippi la route se dirige vers le nord-est en direction de Greenville. Elle tourne ensuite à l'est en passant par Leland, Indianola, Greenwood, Winona, Eupora, Mathiston, Starkville et Columbus. La route atteint ensuite la frontière avec l'Alabama.
Le tracé de la route de la frontière de l'Arkansas à Starkville est construit sous forme de voie rapide. Entre Starkville et la frontière avec l'Alabama, la route est construite en suivant les standards autoroutiers.

### Alabama
La route entre dans l'état au nord-ouest de Reform. Elle se dirige vers le sud-est en passant par Reform pour atteindre Northport et Tuscaloosa. Au sud de la ville, elle croise l'I-20 / I-59. En quittant la ville de Tuscaloosa, la route continue vers le sud-est en passant par Brent, Centreville, Maplesville et Prattville, au nord de la région métropolitaine de Montgomery. Le segment entre Tuscaloosa et Montgomery traverse certaines des régions les plus rurales de l'état. La majorité du tracé de la route compte deux voies.
En arrivant à Prattville, la US 82 forme un multiplex avec l'I-65 pour atteindre le centre-ville de Montgomery. Au sud du centre-ville, la US 82 rejoint plutôt la US 80 vers l'est jusqu'à la jonction avec la US 231 au sud-est du centre-ville. Les routes forment un multiplex vers le sud-est. Un peu plus loin, les routes se séparent et la US 82 prend la direction de l'est jusqu'à Union Springs et du sud-est jusqu'à Midway et Eufaula. C'est là qu'elle atteint la frontière avec la Géorgie, alors qu'elle traverse la rivière Chattahoochee.

### Géorgie
La US 82 entre dans l'état à Georgetown. Elle quitte la petite ville et se dirige vers le sud-est jusqu'à Cuthbert, vers l'est jusqu'à Dawson et encore vers le sud-est jusqu'à Albany. Elle contourne la ville en multiplex avec la US 19 et quitte les limites d'Albany en se dirigeant vers le sud-est. Elle passe par Tifton, Willacoochee, Waycross et Nahunta avant d'atteindre l'I-95, où elle prend fin, au sud-ouest de Brunswick.

## Intersections majeures
Nouveau-Mexique
 US 54 / US 70 à Alamogordo
 US 285 à Artesia
Texas
 US 380 à Plains. Les routes forment un multiplex jusqu'à Brownfield.
 US 62 / US 385 à Brownfield. La US 62 / US 82 forment un multiplex jusqu'à Lubbock. La US 82 / US 385 forment un multiplex dans la ville.
 US 84 à Lubbock
 I-27 / US 87 à Lubbock
 US 62 à Lubbock. Les routes forment un multiplex jusqu'au sud-ouest de Ralls.
 US 83 au sud de Guthrie
 US 183 / US 277 / US 283 au nord de Seymour. La US 82 / US 183 / US 283 forment un multiplex jusqu'à Mabelle. La US 82 / US 277 forment un multiplex jusqu'à Wichita Falls.
 US 281 / US 287 à Wichita Falls. La US 82 / US 281 forment un multiplex dans la ville. La US 82 / US 287 forment un multiplex jusqu'à l'ouest de Henrietta.
 US 81 à Ringgold
 I-35 / US 77 à Gainesville
 US 377 à Whitesboro
 US 75 à Sherman
 US 69 à Bells
 US 271 à Paris. Les routes forment un multiplex dans la ville.
 US 259 au nord-ouest de DeKalb
 I-30 à l'ouest de New Boston
 I-369 / US 59 à Texarkana
 US 67 à Texarkana. Les routes forment un multiplex jusqu'à Texarkana, Arkansas.
 US 71 à la frontière entre le Texas et l'Arkansas, aux limites entre Texarkana, TX et Texarkana, AR. Les routes forment un multiplex jusqu'à Texarkana, Arkansas.
Arkansas
 I-49 à Texarkana
 US 371 à Magnolia
 US 79 à Magnolia. Les routes forment un multiplex dans la ville.
 US 63 / US 167 à El Dorado
 US 425 à l'est de Crossett. Les routes forment un multiplex jusqu'à Hamburg.
 US 165 au sud de Montrose
 US 65 / US 278 à Lake Village. La US 65 / US 82 forment un multiplex jusqu'à Fairview. La US 82 / US 278 forment un multiplex jusqu'à l'est de Leland, Mississippi.
Mississippi
 US 61 à l'est de Leland.
 US 49W à Indianola
 US 49E à Greenwood. Les routes forment un multiplex dans la ville.
 I-55 à Winona
 US 51 à Winona
 US 45 à l'ouest de Columbus. Les routes forment un multiplex jusqu'à Columbus.
Alabama
 US 43 à Northport. Les routes forment un multiplex dans la ville.
 I-20 / I-59 à Tuscaloosa
 US 11 à Tuscaloosa
 US 31 à Prattville
 I-65 à Prattville. Les routes forment un multiplex jusqu'à Montgomery.
 I-85 à Montgomery
 US 80 à Montgomery. Les routes forment un multiplex dans la ville.
 US 331 à Montgomery
 US 231 à Montgomery. Les routes forment un multiplex jusqu'au sud-est de Pike Road.
 US 29 à Union Springs. Les routes forment un multiplex dans la ville.
 US 431 à Eufaula. Les routes forment un multiplex dans la ville.
Géorgie
 US 27 à l'est de Cuthbert
 US 19 à Albany. Les routes forment un multiplex dans la ville.
 I-75 à Tifton
 US 319 à Tifton. Les routes forment un multiplex jusqu'à l'est de Tifton.
 US 41 à Tifton
 US 129 au nord-ouest d'Alapaha. Les routes forment un multiplex jusqu'à Alapaha.
 US 221 / US 441 à Pearson
 US 1 / US 23 à l'ouest de Deenwood. Les routes forment un multiplex jusqu'à Waycross.
 US 84 à Waycross. Les routes forment un multiplex dans la ville.
 US 301 à Nahunta
 US 17 à l'ouest de Brunswick. Les routes forment un multiplex sur environ 0,7 miles (1,1 km).
 I-95 à l'ouest de Brunswick